# 新鳥栖車站
新鳥栖車站（日语：／ Shin-tosu eki */?）是一由九州旅客鐵道（JR九州）所經營的鐵路車站，位於日本佐賀縣鳥栖市原古賀町，是JR九州配合九州新幹線全線通車而新設的車站之一。車站由西松建設承建。
JR九州在繁體中文網站採用「新鳥棲站」標示，但簡體中文網站則沿用「新鸟栖站」標示。

## 簡介
新鳥栖是九州新幹線與在來線長崎本線的交會車站，其在來線與新幹線的月台區是採立體的方式交疊，軌道並無互通。曾經有傳西九州新幹線以長崎本線原本的路軌經過整備之後升級成新幹線路線使用，或甚至導入可變軌距列車運行，因而令新鳥栖也會變成九州新幹線鹿兒島與長崎兩條路線的分歧車站，但隨JR九州打消可變軌距列車的念頭，加上佐賀縣廳對於來往武雄溫泉和福岡縣一段採取消極態度處理，相關計劃也未有成事。
在九州新幹線各級的列車之中，最快、最高等級的瑞穗號（みずほ）並沒有在此站停靠，而停靠的列車主要是櫻號（さくら）列車與全部的燕號（つばめ）。
至於行駛於長崎本線上的在來線特急，則有「綠」和「豪斯登堡」（ハウステンボス）。西九州新幹線通車前，更有「海鷗」停靠、通車後，則改以縮短至肥前鹿島的「喜鵲」代替。

## 車站構造
站舍以鳥翼作為聯想設計成曲線的形式，展現躍動感與速度感。
新幹線位於在來線的正上方，島式月台2面4線的高架車站。不設通過線，設有月台閘門。
在來線位於新幹線的高架橋正下方，對向式月台2面2線的地面車站，各月台以跨線天橋聯絡。在來線閘口面向鳥栖方向月台。

### 月台配置
| 月台       | 路線       | 方向       | 目的地                                                                   |
| 在來線月台 | 在來線月台 | 在來線月台 | 在來線月台                                                               |
| ---------- | ---------- | ---------- | ------------------------------------------------------------------------ |
| 1          | 長崎本線   | 上行       | 鳥栖、博多方向 經鹿兒島本線往吉塚、福間、門司港方向                      |
| 2          | 長崎本線   | 下行       | 佐賀、江北、肥前鹿島、肥前濱方向 經■佐世保線往早岐、豪斯登堡、佐世保方向 |
| 新幹線月台 |            |            |                                                                          |
| 11、12     | 九州新幹線 | 上行       | 博多、小倉、廣島、新大阪方向                                             |
| 13、14     | 九州新幹線 | 下行       | 熊本、鹿兒島中央方向                                                     |

## 歷史
- 2011年3月12日：隨九州新幹線博多站～新八代站開通而開業。
- 2021年3月31日：位於在來線旁的乘車券發售處結束營業[4]。

## 利用狀況
以下是本站的1日平均乘車人次：
| 乘客人次變化 | 乘客人次變化    | 乘客人次變化               |
| 年度         | 1日平均乘車人次 | 1日平均下車使用人次 </ref> |
| ------------ | --------------- | -------------------------- |
| 2011         | 836             | 856                        |
| 2012         | 1,062           | 1,103                      |
| 2013         | 1,216           | 1,254                      |
| 2014         | 1,323           | 1,353                      |
| 2015         | 1,459           | 1,489                      |
| 2016         | 1,486           | 1,532                      |
| 2017         | 1,577           | 沒有資料                   |
| 2018         | 1,653           | 沒有資料                   |
| 2019         | 1,642           | 沒有資料                   |
| 2020         | 1,064           | 沒有資料                   |
| 2021         | 1,241           | 沒有資料                   |
| 2022         | 1,630           | 沒有資料                   |
| 2023         | 1,936           | 沒有資料                   |

## 相鄰車站
九州旅客鐵道
九州新幹線
■「瑞穗」
通過
■「櫻」、■「燕」
博多－新鳥栖－久留米
 長崎本線 
■特急「綠」、「豪斯登堡」、「喜鵲」、「接力海鷗」
鳥栖（JH01）－新鳥栖（JH02）－佐賀（JH08）
註：「綠」及「豪斯登堡」15號和40號會加停吉野里公園（JH05）
■普通
鳥栖（JH01）－新鳥栖（JH02）－肥前麓（JH03）

## 外部連結
- JR九州－新鳥栖車站 （页面存档备份，存于）（日語）

33°22′12.7″N 130°29′28.3″E / 33.370194°N 130.491194°E